# Gamba Osaka
Il Gamba Osaka (ガンバ大阪?, Ganba Ōsaka) è una società calcistica giapponese con sede nella città di Suita. Milita nella J1 League, la massima divisione del campionato giapponese.
Il nome del club deriva dalla parola italiana gamba e dal giapponese ganbaru (頑張る?), che significa "fa' del tuo meglio". I tifosi hanno una forte simpatia per la squadra italiana dell'Atalanta, della quale imitano cori e coreografie.

## Storia
Il club è stato fondato nel 1980 come squadra della Matsushita Electric Industrial (proprietaria del marchio Panasonic). Aveva la propria sede nella prefettura di Nara e fu fin dall'inizio membro della Nihon Sakkā Rīgu (日本サッカーリーグ?, Japan Soccer League), la massima serie calcistica giapponese dal 1965 al 1992. La squadra era composta dai giocatori e dallo staff del non più attivo Yanmar Club, la squadra riserve dello Yanmar Diesel F.C., ora noto come Cerezo Osaka.
Nel 1992 cambiò il proprio nome in "Panasonic Gamba Osaka", mentre la sua attuale denominazione è "Gamba Osaka" .
Durante gli anni Novanta, se si esclude la Coppa dell'Imperatore vinta nel 1990, il Gamba fu poco più di un'onesta comparsa nel calcio nipponico. Con il nuovo millennio avvenne un cambio di rotta e il team di Osaka si classificò terzo nei campionati del 2002 e del 2004, fino alla vittoria in J League del 2005.
Nelle coppe, il Gamba Osaka può vantare una Supercoppa del Giappone, ottenuta battendo per 4-0 in finale l'Urawa Red Diamonds, e una J League Cup vinta con il punteggio di 1-0 contro il Kawasaki Frontale. Entrambi i trofei furono conquistati nel 2007.
Nel 2008 la squadra si rese protagonista della vittoria nella AFC Champions League, battendo l'Adelaide United per 3 a 0 all'andata, con gol di Lucas, Endo e Yasuda, e 2-0 al ritorno grazie alla doppietta di Lucas. Fu anche la prima squadra ad aver vinto un titolo calcistico nell'anno solare 2010 grazie alla vittoria nella finale di Coppa dell'Imperatore (4-1 contro i Nagoya Grampus Eight) disputata il 1º gennaio 2010.
Nella stagione 2012, per la prima volta nella sua storia, retrocesse in J League 2, essendosi classificata al 17º posto, ma la permanenza in seconda divisione durò appena una stagione: l'anno successivo, vincendo il campionato, tornò infatti in J League 1.
Da neopromossa, nella stagione 2014 vinse il secondo campionato della sua storia: il deludente 0 a 0 contro l'ultima in classifica, il Tokushima Vortis, si rivelò comunque sufficiente per superare l'Urawa Red Diamonds di un punto ed aggiudicarsi il titolo. I giocatori del Gamba furono informati della vittoria via telefono.
Nella stagione 2015 il Gamba Osaka partecipò all'AFC Champions League, ma fu eliminata in semifinale dal Guangzhou Evergrande, mentre in campionato si classificò al secondo posto, perdendo i play-off contro il Sanfrecce Hiroshima. Il 1º gennaio 2016, nella finale della Coppa dell'Imperatore giocata a Tokyo, superò l'Urawa Red Diamonds per 2-1 (doppietta di Patric) ed ottenne il primo trofeo dell'anno 2016.
Il 16 aprile 2017, durante la partita di campionato d'andata contro i rivali del Cerezo Osaka, che non sfidava da cinque anni, svolta allo Stadio Nagai, alcuni tifosi del Gamba Osaka esibirono una bandiera contenente il simbolo nazista SS. A causa di tale gesto, dopo alcune settimane, la Lega calcistica giapponese multò il club per una cifra di 2 milioni di Yen (pari circa a 16'000 Euro), nonostante rivelò di aver individuato gli autori ed averli banditi dallo stadio a tempo illimitato.

## Colori e simboli

### Colori
Originariamente, quando il club era denominato Matsushita Electric F.C., i colori societari erano il bianco, il rosso e il blu.
L’attuale uniforme di gioco del Gamba Osaka è, invece, una maglia a strisce verticali blu e nere, tradizionalmente abbinata a pantaloncini e calzettoni neri. 
Il colore blu è ereditato dallo sponsor Panasonic, mentre il nero rappresenta la forza. Spesso il club utilizza, oltre ai due tipici colori principali, anche il bianco che simboleggia il fair-play.
La scelta di abbinare i tre colori è legata al fatto che, uniti, trasmettono l'idea di uno stile di calcio ritmico con un'intensa connessione tra attacco e difesa.
Il blu è, inoltre, associato al club e il bianco ai suoi tifosi.

### Simboli ufficiali

#### Stemma
Dal 1991 al 2021 il Gamba Osaka ha adottato come stemma uno scudo dalla forma curvilinea, riempita da pali blu e bianchi, con al centro il classico pallone da calcio bianco con i pentagoni neri.
Nella parte superiore dello stemma era raffigurata la silhouette nera di un’averla taurina (denominato in Giappone モズ Mozu), tipico uccello presente nella zona della Prefettura di Osaka: del volatile erano ben riconoscibili la testa, con il becco rivolto verso sinistra, e le ali, sulle quali era riprodotto in bianco l'anno di fondazione del club.
Nella parte inferiore dello scudo era presente un cartiglio blu, recante il nome della squadra.
Ai lati dello stemma, infine, vi erano due rami dorati di ginkgo, pianta simile all’alloro, che simboleggiavano la vittoria e la speranza.
Eccezion fatta per le foglie di ginkgo e per le scritte, tutto lo scudo era bordato di nero.
Il 2 ottobre 2021, alla vigilia della partita di campionato contro il Consadole Sapporo e in onore del trentesimo anniversario della sua fondazione, fu resa nota al pubblico la composizione del nuovo stemma del club, ufficialmente utilizzato a partire dalla stagione successiva.
Il logo, nettamente differente rispetto allo scudo tradizionale, fu scelto per inaugurare una rinnovata identità societaria.
È un pittogramma che riproduce la lettera «G» stilizzata in uno scudo triangolare bianco.
Il grafema è composto dai due colori storicamente associati alla squadra, il blu e il nero.
Nella parte superiore della lettera «G» è evidenziata in nero una porta di calcio, mentre a sinistra è presente una fiamma blu che parte dal basso e divampa verso la zona centrale del logo: simboleggia l’aspetto di Osaka, caratterizzata da calore ed entusiasmo. Nella parte inferiore dello stemma, infine, è presente una linea blu che raffigura un cuore, simbolo di unità e della passione della tifoseria.

#### Mascotte

##### Gamba Boy
La prima mascotte del Gamba Osaka era Gamba Boy, un ragazzino dalla folta chioma di capelli spettinati di colore blu, vestito con la divisa sportiva della squadra oppure con una toga bianca, una cintura allacciata alla vita (con una «P» ricamata sulla fibbia) e un mantello blu. Veniva spesso raffigurato con delle saette in mano e, per questo, associato al Dio greco Zeus.

##### Moflem
Il 4 maggio 2022, in occasione del trentesimo anniversario della fondazione della squadra e per promuovere il nuovo branding del club, fu annunciata la mascotte che avrebbe sostituito Gamba Boy. Ai tifosi fu data la possibilità di sceglierne il nome: il 14 agosto 2022, su 9’000 candidature, fu scelto Moflem. Il nome nacque dalla combinazione delle parole “mofumofu” (onomatopea per “morbido”) e “flame” (“fiamma” in inglese). Moflem è una giovane e morbida fiamma blu, che ha come compito quello di mettere in contatto il club e i suoi tifosi creando un'atmosfera entusiasmante.

## Strutture
Lo stadio di casa del Gamba Osaka è il Suita City Football Stadium, inaugurato il 10 ottobre 2015. In precedenza le gare casalinghe erano disputate all'Osaka Expo '70 Stadium di Suita.

## Società

### Sponsor
| Abbigliamento tecnico - Mizuno (1992-1996) - Adidas (1992-1998) - Le Coq sportif (1999-2002) - Umbro (2003-2022) - Hummel (2023-) | Sponsor ufficiale - Panasonic (1992-) |

## Calciatori

### Lista dei capitani
Dati aggiornati al 1º febbraio 2023.
| Calciatore         | Stagioni al club                     | Stagioni da capitano | Presenze in campionato |
| ------------------ | ------------------------------------ | -------------------- | ---------------------- |
| Akihiro Nagashima  | 1992-1993                            | 1992-1993            | 32 (12)                |
| Hiromitsu Isogai   | 1992-1996                            | 1994-1996            | 125 (26)               |
| Hayato Okanaka     | 1993-2001                            | 1997-1998            | 143                    |
| Noritada Saneyoshi | 1995-2007                            | 1999                 | 236 (1)                |
| Tsuneyasu Miyamoto | 1995-2006                            | 2000                 | 295 (7)                |
| Masao Kiba         | 1993-2004                            | 2001-2003            | 223                    |
| Tsuneyasu Miyamoto | 1995-2006                            | 2004                 | 295 (7)                |
| Sidiclei           | 2004-2007                            | 2005                 | 122 (9)                |
| Noritada Saneyoshi | 1995-2007                            | 2006-2007            | 236 (1)                |
| Naoki Matsuyo      | 1997-2009                            | 2008-2009            | 131                    |
| Tomokazu Myōjin    | 2006-2015                            | 2010-2012            | 250 (14)               |
| Yasuhito Endō      | 2001-2020                            | 2013-2019            | 605 (98)               |
| Genta Miura        | 2017-presente                        | 2020-2021            | 178 (5)                |
| Shū Kurata         | 2007-2009 e 2012-presente            | 2022                 | 360 (52)               |
| Takashi Usami      | 2009-2011, 2013-2016 e 2019-presente | 2023-Oggi            | 227 (83)               |

#### La miglior squadra di sempre
| Fujigaya Sidiclei Miyamoto Yamaguchi Kaji Hashimoto Myōjin Endō Futagawa Mboma Araújo |

Nel 2011, in occasione del ventesimo anniversario del club, dopo un sondaggio tra i tifosi, la seguente formazione è stata votata come la miglior squadra di sempre:
- Portiere:  Yōsuke Fujigaya
- Terzino destro:  Akira Kaji
- Difensore centrale:  Sidiclei
- Difensore centrale:  Tsuneyasu Miyamoto
- Terzino sinistro:  Satoshi Yamaguchi
- Centrocampista laterale destro:  Hideo Hashimoto
- Centrocampista centrale:  Yasuhito Endō
- Centrocampista centrale:  Tomokazu Myōjin
- Centrocampista laterale sinistro:  Takahiro Futagawa
- Attaccante:  Patrick Mboma
- Attaccante:  Araújo

Yasuhito Endō è stato contestualmente indicato come il miglior giocatore nella storia del club.

## Palmarès

### Competizioni nazionali
- Shakaijin Cup: 1

1983
- Japan Soccer League Division 2: 1

1985-1986
- J. League Division 1: 2

2005, 2014
- Coppa dell'Imperatore: 5

1990, 2008, 2009, 2014, 2015
- Coppa Yamazaki Nabisco: 2

2007, 2014
- Supercoppa del Giappone: 2

2007, 2015
- J. League Division 2: 1

2013

### Competizioni internazionali
- AFC Champions League: 1

2008
- Pan-Pacific Championship: 1

2008
- Coppa della Regina: 1

1992

## Organico

### Rosa 2025
Rosa e numerazione aggiornate al 6 luglio 2025.
| N. |                     | Ruolo | Calciatore               |
| -- | ------------------- | ----- | ------------------------ |
| 1  | Giappone (bandiera) | P     | Masaaki Higashiguchi     |
| 2  | Giappone (bandiera) | D     | Shōta Fukuoka            |
| 3  | Giappone (bandiera) | D     | Riku Handa               |
| 4  | Giappone (bandiera) | D     | Keisuke Kurokawa         |
| 5  | Giappone (bandiera) | D     | Genta Miura              |
| 6  | Israele (bandiera)  | C     | Neta Lavi                |
| 7  | Giappone (bandiera) | A     | Takashi Usami (capitano) |
| 8  | Giappone (bandiera) | A     | Ryōtarō Meshino          |
| 9  | Giappone (bandiera) | A     | Daichi Hayashi           |
| 10 | Giappone (bandiera) | C     | Shū Kurata               |
| 11 | Tunisia (bandiera)  | A     | Issam Jebali             |
| 13 | Giappone (bandiera) | C     | Shūto Abe                |
| 15 | Giappone (bandiera) | D     | Takeru Kishimoto         |
| 16 | Giappone (bandiera) | C     | Tokuma Suzuki            |
| 17 | Giappone (bandiera) | A     | Ryōya Yamashita          |

| N. |                     | Ruolo | Calciatore          |
| -- | ------------------- | ----- | ------------------- |
| 18 | Giappone (bandiera) | P     | Rui Araki           |
| 20 | Giappone (bandiera) | D     | Shinnosuke Nakatani |
| 22 | Giappone (bandiera) | P     | Jun Ichimori        |
| 23 | Turchia (bandiera)  | A     | Deniz Hümmet        |
| 27 | Giappone (bandiera) | C     | Rin Mito            |
| 31 | Giappone (bandiera) | P     | Zhang Aolin         |
| 33 | Giappone (bandiera) | D     | Shin'ya Nakano      |
| 38 | Giappone (bandiera) | A     | Gaku Nawata         |
| 40 | Giappone (bandiera) | A     | Shōji Tōyama        |
| 42 | Giappone (bandiera) | A     | Harumi Minamino     |
| 44 | Giappone (bandiera) | A     | Kanji Okunuki       |
| 47 | Brasile (bandiera)  | C     | Juan Alano          |
| 51 | Giappone (bandiera) | C     | Makoto Mitsuta      |
| 67 | Giappone (bandiera) | D     | Shōgo Sasaki        |
| 97 | Brasile (bandiera)  | A     | Welton Felipe       |

### Staff tecnico
Staff tecnico aggiornato al 20 aprile 2025.
- Dani Poyatos - Allenatore
- Marcel Sans - Viceallenatore
- Kazumichi Takagi - Collaboratore tecnico
- Shōta Uemura - Collaboratore tecnico
- Yasuhito Endō - Collaboratore tecnico
- Tomokazu Myōjin - Collaboratore tecnico
- Motohiro Yoshida - Preparatore portieri
- Kōichirō Yoshimichi - Preparatore fisico
- Kento Nashimoto - Analista
- Takanori Okai - Aiuto coll. tecnico e interprete